# Особиста справа судді Іванової
«Особиста справа судді Іванової» (рос. «Личное дело судьи Ивановой») — радянський художній фільм 1985 року.

## Сюжет
У житті судді Любові Григорівни Іванової все йшло благополучно до того моменту, коли її дочка Оленка почула в слухавці повідомлення, адресоване її матері. Невідома жінка повідомляла ненависній судді, що її чоловік зустрічається з іншою жінкою. Дівчинка намагається налагодити відносини між батьком і матір'ю, а коли їй це не вдається, вирішує піти з дому…

## У ролях
- Оксана Дацька —  Олена Іванова
- Наталя Гундарева —  Любов Григорівна Іванова, суддя
- Сергій Шакуров —  Сергій Іванов
- Лілія Гриценко —  бабуся, мати Любові Григорівни
- Марина Зудіна —  Ольга Миколаївна, вчителька музики
- Тетяна Пельтцер —  Анна Миколаївна, сусідка бабусі
- Олексій Гуськов —  Володя Клімов, сусід Ольги Миколаївни
- Аристарх Ліванов —  незнайомець в аеропорту
- Лариса Гребенщикова —  Ніліна, мати
- Аня Белюженко —  Ніліна, дочка
- Тетяна Догілева —  Михайлова
- Сергій Скрипкін —  Михайлов
- Ірина Метлицька —  Віра Миколаївна, вчителька літератури
- Олександра Турган —  подруга Ольги Миколаївни
- Сергій Кравчук —  Митя
- Оля Шмельова —  Вірочка
- Гаррі Бардін —  Коля, судовий засідатель
- Надія Семенцова —  судовий засідатель
- Василь Кравцов —  Іван Михайлович, Анни Ганни Миколаївни
- Станіслав Коренєв —  старшина міліції
- Андрій Войновський —  гість у Іванових  (немає в титрах)
- Петро Меркур'єв —  гість у Іванових  (немає в титрах)

## Знімальна група
- Автор сценарію: Галина Щербакова
- Режисер-постановник: Ілля Фрез
- Оператор-постановник: Ілля Фрез (молодший)
- Художник-постановник:  Ольга Кравченя
- Композитор: Марк Мінков